# Aeletes hopffgarteni
Aeletes hopffgarteni är en skalbaggsart som först beskrevs av Edmund Reitter 1878.  Aeletes hopffgarteni ingår i släktet Aeletes och familjen stumpbaggar. Inga underarter finns listade i Catalogue of Life.